# Mathias Jack
Mathias Jack (* 15. Februar 1969 in Leipzig) ist ein ehemaliger deutscher Fußballspieler.

## Karriere
Der gebürtige Leipziger Jack erwies sich in seiner Karriere als Wandervogel. Nach seinen Jugendstationen bei der BSG Chemie Leipzig und 1. FC Lokomotive Leipzig spielte er zunächst auch für die 1. Mannschaft der BSG Chemie in der zweitklassigen Liga des DDR-Fußballs. Für die BSG Wismut Aue debütierte er im Herbst 1989 in der höchsten Spielklasse der damaligen DDR, musste mit den Veilchen aber aus der Oberliga absteigen.
1991 wechselte er zum VfB Oldenburg und kam danach zu Rot-Weiss Essen, mit dem er 1993/94 das DFB-Pokalfinale erreichte (1:3 im Endspiel gegen Werder Bremen). Im Sommer 1995 unterschrieb Jack dann beim Bundesligisten VfL Bochum. Hier wurde er aufgrund seiner kämpferischen Spielweise zum Publikumsliebling. Als Stammspieler hatte er Anteil am Bundesligaaufstieg 1996 und dem fünften Tabellenplatz in der ersten Liga 1997. Im selben Jahr nahm er ein höher dotiertes Angebot von Fortuna Düsseldorf an. Später bereute er allerdings, nicht beim zu dieser Zeit sportlich erfolgreicheren VfL Bochum geblieben zu sein.
1999 zog es ihn nach Schottland zu Hibernian Edinburgh. Hier spielte er immerhin fünf Jahre und stand mit dem Klub 2001 im Pokalfinale (0:3 gegen Celtic Glasgow). Ebenso erreichte er mit Hibs den Platz für die UEFA Europa League und spielte dort u. a. gegen AEK Athen. Nach einer Zwischenstation bei den ebenfalls schottischen Raith Rovers und einem kurzen Aufenthalt in Island bei UMF Grindavík aus Grindavík ging er zurück nach Deutschland und wurde von Wolfgang Frank zu FC Sachsen Leipzig in die Oberliga geholt.
2006 war dann der ehemalige Zweitligist SV Meppen (inzwischen Oberliga Nord) seine nächste Station. Dort war er Spieler und Co-Trainer. 2008/09 trainierte er als Spielertrainer beim DJK Amisia Rheine.
Im Sommer 2009 beendete er seine Karriere als Spieler und wurde Scout des Bundesligisten Arminia Bielefeld. Von 2010 bis 2013 war er Trainer der U15 bei Fortuna Düsseldorf. Von 2013 bis 2018 trainierte er zusammen mit Taskin Aksoy die U23 von Fortuna Düsseldorf.

## Erfolge
- DFB-Pokal-Finale 1994 mit Rot-Weiss Essen
- Aufstieg in die erste Bundesliga mit dem VfL Bochum 1996
- Erreichen eines UEFA-Pokal-Platzes mit dem VfL Bochum 1997
- Scottish-FA-Cup-Finale 2001 mit Hibernian Edinburgh
- Erreichen eines Europa-League-Platzes mit Hibernian 2001
- Spielte 2003 Europa League mit Grindavík

## Statistik
| Liga          | Spiele (Tore) |
| ------------- | ------------- |
| Bundesliga    | 029 (1)       |
| 2. Bundesliga | 151 (5)       |
| Wettbewerb    |               |
| DFB-Pokal     | 09 (0)        |